# Le Train de 16 h 50 (roman)
Pour les articles homonymes, voir Le Train de 16 h 50.
Le Train de 16 h 50 (titre original : 4:50 from Paddington) est un roman policier d'Agatha Christie publié le 4 novembre 1957 au Royaume-Uni, mettant en scène Miss Marple. Il est publié le même mois aux États-Unis sous le titre What Mrs. Gillicuddy Saw! et en 1958 en France.

## Personnages principaux
- Les victimes
  - La mystérieuse femme dans le train de 16 h 50.
  - Harold Crackenthorpe : fils de Luther Crackenthorpe ; banquier, il vit avec sa femme à Londres ; sans enfant.
  - Alfred Crackenthorpe : fils de Luther Crackenthorpe ; escroc, il vit seul dans un appartement.

- Les enquêteurs
  - Miss Jane Marple : détective amateur, vieille fille sympathique.
  - Inspecteur Dermot Craddock : filleul de sir Henry Clithering ; ami de miss Marple.

- Les suspects
  - Luther Crackenthorpe : veuf très riche, mais avare et grognon.
  - Elspeth McGillicuddy : témoin oculaire du crime et amie de Miss Marple.
  - Lucy Eyelesbarrow : gouvernante ; informatrice de Miss Marple à Rutherford Hall.
  - Emma Crackenthorpe : fille dévouée de Luther ; célibataire, elle vit avec son père à Rutherford Hall.
  - Cedric Crackenthorpe : fils de Luther ; artiste, il vit à Ibiza.
  - Alice Crackenthorpe : épouse d'Harold.
  - Bryan Eastley : veuf d'Edith, la fille décédée de Luther.
  - Alexander Eastley : petit-fils de Luther, fils d'Edith et de Bryan. Adolescent ou pré-adolescent.
  - James Stoddart-West : ami et camarade de classe d'Alexander.
  - Dr Quimper : médecin de la famille Crackenthorpe ; ami d'Emma Crackenthorpe.

## Résumé

### Mise en place de l'intrigue
À la gare de Paddington, Mme McGillicuddy, une amie de miss Marple, est sur le point de prendre le train de 16 h 50 à destination de Brackhampton, après un séjour à Londres qui lui a permis d'effectuer ses achats de Noël.
Durant le voyage apparaît un train allant dans la même direction que le sien, et pour satisfaire sa curiosité, la vieille dame regarde à travers la vitre les occupants de celui-ci. C'est alors qu'elle est paralysée par une vision d'horreur : un homme, vu de dos, est en train d'étrangler une femme dont les yeux sortent de leurs orbites. Puis, le train de 16 h 50 ralentissant, Mme McGillicuddy voit cet horrible spectacle disparaître dans la nuit.
Elle expose les faits à sa vieille amie miss Marple.

### Enquête
Compte tenu de son âge, miss Marple décide d'enquêter sur place par personne interposée, elle-même séjournant à proximité chez sa « fidèle Florence » (son ancienne bonne) et supervisant les opérations...

### Dénouement et révélations finales
Dans les derniers chapitres, il est révélé que le tueur est le docteur Quimper : il a tué son épouse en l'étranglant et a aussi tué Alfred et Harold.

## Écriture
Le personnage de miss Marple étant devenue trop âgé pour prendre part physiquement à l'action, Agatha Christie crée le personnage de Lucy Eyelesbarrow pour pouvoir l'assister, notamment en infiltrant « Crackenthorpe Hall ». Lucy devient populaire auprès des lecteurs qui demandent à la voir plus souvent.

## Éditions
- (en) 4 : 50 from Paddington, Londres, Collins Crime Club, 4 novembre 1957, 256 p.
- (en) What Mrs. Gillicuddy Saw!, New York, Dodd, Mead and Company, novembre 1957, 192 p.
- (en) Murder She Said, New York, Pocket Books, 1961 (titre alternatif américain)
- Le Train de 16 h 50  (trad. Jean Brunoy), Paris, Librairie des Champs-Élysées, coll. « Le Masque » (no 628), 1958, 255 p. (BNF 31945446)
- Le Train de 16 h 50 (trad. Pierre Girard), dans : L'Intégrale : Agatha Christie  (trad. de l'anglais, préf. Jacques Baudou), t. 10 : Les années 1953-1958, Paris, Librairie des Champs-Élysées, coll. « Les Intégrales du Masque », 1997, 1245 p. (ISBN 2-7024-2416-3, BNF 35863425)

## Adaptations
- 1962 : Le Train de 16 h 50 (Murder She Said), film britannique en noir et blanc de George Pollock, avec Margaret Rutherford dans le rôle de Miss Marple. Le film comporte de nombreuses différences avec le roman ;
- 1987 : Le Train de 16 h 50 (4.50 from Paddington), téléfilm de la série britannique Miss Marple de BBC One, avec Joan Hickson dans le rôle de Marple. Le téléfilm reste assez fidèle au roman ;
- 2004 : Le Train de 16 h 50 (4.50 from Paddington), téléfilm de la série britannique Miss Marple d'ITV (épisode 1.03), avec Geraldine McEwan dans le rôle de Marple ;
- 2005 : 4:50 from Paddington, feuilleton radiophonique de BBC Radio 4, avec June Whitfield donnant sa voix à Marple ;
- 2008 : Le Crime est notre affaire, comédie policière française de Pascal Thomas. Le personnage de Miss Marple y est absent, remplacé par Bélisaire et Prudence Beresford, versions françaises de Tommy et Tuppence Beresford, joués par André Dussollier et Catherine Frot. Même si l'histoire est celle de ce roman, le titre du film est tiré d'une autre aventure des Beresford, le recueil de nouvelles Le crime est notre affaire (1929) ;
- 2010 : Agatha Christie : 4:50 from Paddington, jeu d'objets cachés édité par The Adventure Company pour PC.